# غرهام كلارك
غرهام كلارك (1 أغسطس 1965 في المملكة المتحدة - ) (بالإنجليزية: Grahame Clarke)‏ هو لاعب كريكت بريطاني. لعب مع Cumbria County Cricket Club ‏.

## وصلات خارجية
- غرهام كلارك على موقع إي آس بي آن كريك إنفو (الإنجليزية)